# 新西兰长老会
新西兰长老会（纽丝仑长老公会、鸟丝仑长老公会，Prebyterian Church of New Zealand，PCNZ）是新西兰的长老宗团体，差会成立于1869年，本部达尼丁。
1880年，新西兰长老会开始向新西兰的华侨传教。1901年，新西兰长老会派遣麦沾恩（G.H.McNeur）来华传教，接管广州的三座美北长老会教堂。这是南半球来华传教的第一个教会。1917年，新西兰长老会在中国广东有西教士16人，华传道33人，受餐信徒350人。1919年，新西兰长老会在中国广东有传教站3处，均开辟于1900年代，包括广州、人和墟（1902）、江村（1908），西教士20人，受餐信徒362人。1935年，新西兰长老会在中国广东有总堂3个：广州、江村，西教士14人。开办广州江村普惠医院，并参与合办广州协和神科学院。